# Veolia Transport Warszawa
Veolia Transport Warszawa (wcześniej Connex Warszawa) – istniejący do 2008 roku warszawski oddział międzynarodowej spółki Veolia, zajmujący się przewozami autobusowymi.
Veolia była jednym z tzw. ajentów Zarządu Transportu Miejskiego, czyli prywatnych przedsiębiorstw obsługujących na zlecenie miasta linie autobusowe w ramach systemu komunikacji miejskiej. Pasażerowie korzystają z autobusów należących do ajentów na takich samych zasadach jak z tych, które są własnością miasta. Miasto odpowiada za sprzedaż i kontrolę biletów. Dochód firmy stanowi wynagrodzenie wypłacane przez ZTM za każdy przejechany kilometr.
Historia warszawskiego oddziału firmy sięga 1993 roku, gdy prywatny przewoźnik Rapid-Bus uzyskał od miasta zlecenie na obsługę pierwszej – peryferyjnej – linii autobusowej. W ciągu następnych lat Rapid-Bus przejmował kolejne zlecenia od miasta, stając się pod koniec lat 90. jednym z liderów rynku prywatnych przewozów miejskich w Warszawie.
W 2000 roku Rapid-Bus został przejęty przez międzynarodowy koncern transportowy Connex. W tym czasie przedsiębiorstwo uzyskało trzyletni kontrakt na obsługę linii na warszawskiej Pradze. Do tego celu zakupiono 17 nowych autobusów Jelcz 120M.
Przełomem dla przedsiębiorstwa było zwycięstwo w przetargu na przewozy 50 autobusami niskopodłogowymi w 2000 roku. W tamtym czasie był to największy tego rodzaju kontrakt na obsługę linii autobusowych w Warszawie. Umowa została zawarta na osiem lat. Do obsługi nowego kontraktu Connex zakupił 42 nowe autobusy Solaris Urbino 15 oraz 11 krótszych Solarisów Urbino 12. Autobusy te były eksploatowane do samego końca kontraktu i po zakończeniu działalności firmy w Warszawie sprzedane. Zajezdnia Connexu znajdowała się w dzielnicy Bielany, przy ulicy Sokratesa. Mogła pomieścić 100 autobusów.
W 2007 roku grupa Connex zmieniła nazwę na Veolia Transport i warszawski oddział firmy zmienił nazwę na Veolia Transport Warszawa.
1 maja 2008 roku Veolia – po wygaśnięciu kontraktu – zakończyła prowadzenie usług na rzecz ZTM.
16 maja 2013, w następstwie przejęcia grupy Veolia Transport Central Europe (VTCE) przez koncern Deutsche Bahn, spółki z grupy VTCE w Polsce, Czechach, Słowenii, Słowacji, Serbii i Chorwacji stały się częścią europejskiej grupy transportowej Arriva (w Polsce działająca jako Arriva Bus Transport Sp. z o.o.).